# Onze-Lieve-Vrouw-ter-Sneeuw (Brussel)
Onze-Lieve-Vrouw-ter-Sneeuw of Vrijheidswijk (Frans: Notre-Dame-aux-Neiges of Quartier des Libertés) is een oude wijk in de Belgische hoofdstad Brussel. De wijk ligt in de noordoosthoek van de Vijfhoek van Brussel. De wijk wordt begrensd door de Kleine Ring, de Pachecolaan en de Leuvenseweg, en komt ongeveer overeen met het stadsdeel tussen de metrostations Kruidtuin en Madou en het treinstation Brussel-Congres.
De wijk kreeg haar naam van een kapel uit 1621, gelegen op het einde van de Ouden Scarenbeekschen straet, die in 1796 werd afgebroken. Tijdens het pontificaat van Paus Liberius zou zich een Mariaverschijning hebben voorgedaan, waarbij er sneeuw zou zijn gevallen in augustus. De legende van Onze-Lieve-Vrouwe ter Sneeuw is ook elders in de Rooms-katholieke wereld bekend.

## Herinrichting

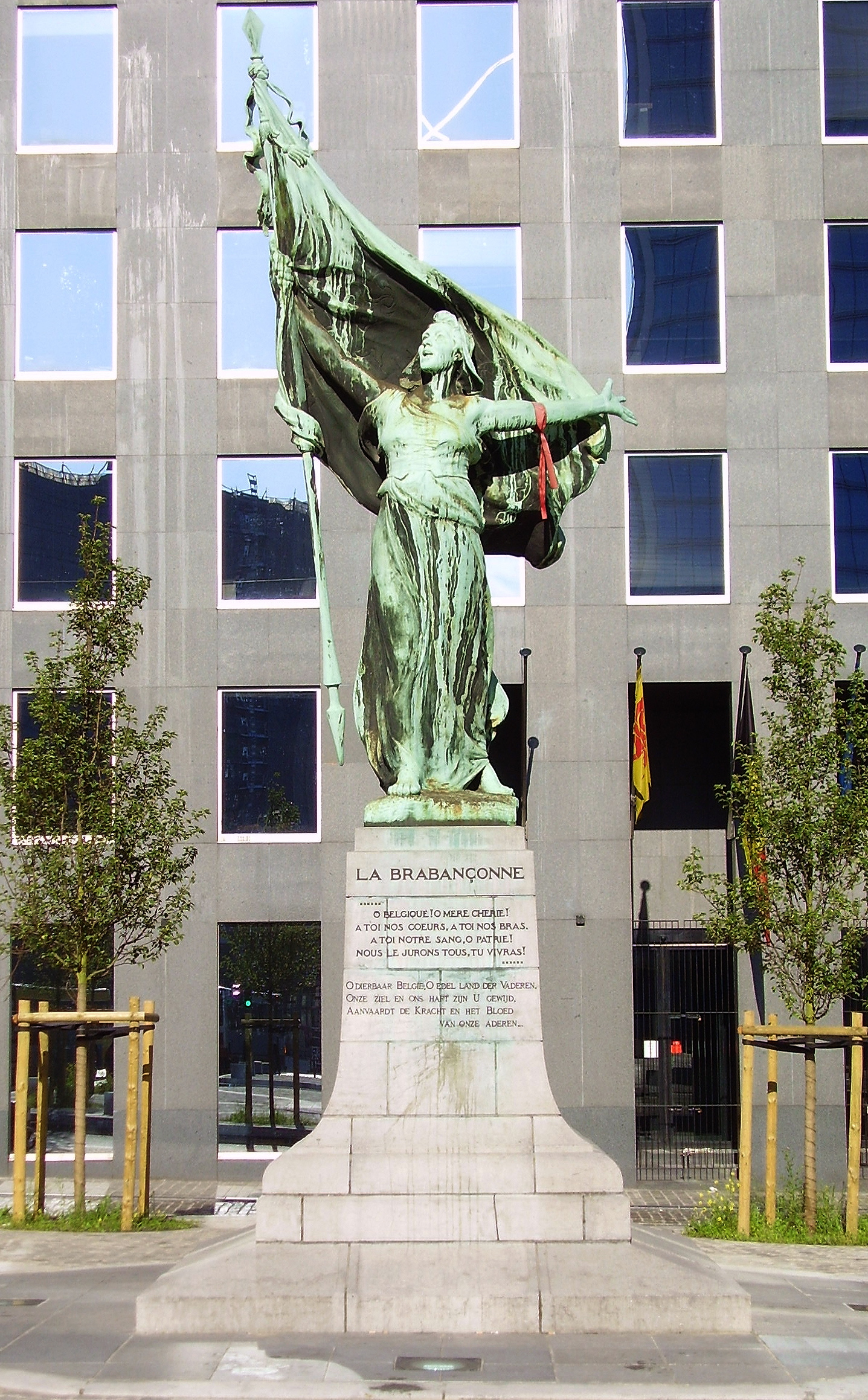
La Brabançonne-standbeeld op het Surlet de Chokierplein

De wijk, met haar vele straatjes en doodlopende steegjes, werd in de loop van de negentiende eeuw een arbeiderswijk. Het was de tijd van grote openbare werken. Na de overwelving van de Zenne en de aanleg van de grote lanen in en rond het centrum van de stad, lieten de autoriteiten in 1874 hun oog vallen op Onze-Lieve-Vrouw-ter-Sneeuw. Onder het mom van sanitaire voorzieningen — de wijk stond vroeger bekend als de buurt van de melaatsen — werd de bevolking onteigend en werd de wijk volledig afgebroken. Het stratenplan werd hertekend door Antoine Mennessier en Georges Aigoin. Straatjes, steegjes en kleine volkshuisjes ruimden plaats voor mondaine lanen met gebouwen voor de burgerij in eclectische stijl.

Na de herinrichting werd de buurt gewijd aan de onafhankelijkheid van België. De voormalige Onze-Lieve-Vrouw-ter-Sneeuwstraat werd vervangen door de huidige Revolutiestraat, die loopt van de Voorlopig Bewindstraat naar het Barricadenplein. De Congresstraat komt uit bij de Congreskolom, die de bekrachtiging van de Belgische Grondwet door het Nationaal Congres van 1830 herdenkt. Vanaf het Vrijheidsplein vertrekken straten genoemd naar de vier grondwettelijke vrijheden: de Drukpersstraat (naar de persvrijheid), Verenigingsstraat (naar de vrijheid van vereniging), Eredienststraat (naar de godsdienstvrijheid) en de Onderrichtstraat (naar de vrijheid van onderwijs). Bijgevolg staat de hele noordoosthoek van de Vijfhoek — tussen de achterzijde van het Belgisch Parlement, de Koningsstraat en de Kleine Ring — ook wel bekend als de Wijk van de Vrijheden of Vrijheidswijk (Frans: Quartier des Libertés).

## Bekende inwoners
- Charlotte Brontë verbleef van 1842 tot 1843 in het pension Héger
- Victor Hugo huurde tijdens zijn verblijf in Brussel een huis op het Barricadeplein nummer 4